# Цейтлін Григорій Семенович
Григорій Семенович Цейтлін (узб. Grigorij Siemionowicz Cejtlin, рос. Григорий Семёнович Цейтлин, нар. 23 березня 1948) — радянський та узбецький футбольний тренер. Відомий за роботою в низці узбецьких клубів та індійському клубі «Черчілл Бразерс».

## Тренерська кар'єра
У 1985—1986 роках Григорій Цейтлін очолював клуб радянської другої ліги «Янгієр». У 1987 році Цейтлін входив до тренерського штабу клубу другої радянської ліги «Сохібкор». Протягом 1989—1990 років Григорій Цейтлін входив до тренерського штабу узбецького футбольного клубу радянської другої ліги «Навбахор» з Намангана. У 1993—1995 роках входив до тренерського штабу команди вищого узбецького дивізіону «Нурафшон» з Бухари. У 1996 році Цейтлін був головним тренером армійської команди вищого дивізіону МХСК з Ташкента. У 1997 році Григорій Цейтлін входив до тренерського штабу ташкентського «Пахтакора», а півроку в 1999 році очолював клуб, під його керівництвом клуб зіграв 21 матч у чемпіонаті країни. Далі в 2000 році Цейтлін знову входив до тренерського штабу «Пахтакора», а в середині року отримав пропозицію стати головним тренером індійського клубу «Черчілл Бразерс», в якому працював до 2001 року. У 2002 році узбецький тренер входив до тренерського штабу російського клубу «Зірка» з Іркутська. Після цього, щонайменше з 2008 року, Григорій Цейтлін працював спортивним директором ташкентського «Пахтакора». На цій посаді футбольний наставник працював до 2017 року. У 2017 році Григорій Цейтлін увійшов до тренерського штабу узбецького клубу «Зарафшан».